# دونگلی
دونگلی (به لاتین: Donguli) یک منطقه مسکونی در جمهوری آذربایجان است که در شهرستان خیزی واقع شده‌است.